# Fin Smith
Pour les articles homonymes, voir Smith.

a Compétitions nationales et continentales officielles uniquement.

b Matchs officiels uniquement.
Dernière mise à jour le 23 juillet 2025.
Fin Smith, né le 11 mai 2002 à Warwick (Angleterre), est un joueur international anglais de rugby à XV évoluant au poste de demi d'ouverture avec les Northampton Saints en Premiership.

## Biographie
Fin Smith commence la pratique du rugby à XV à l'âge de quatre ans au club de Shipston-on-Stour RFC. Son grand-père, Tom Elliot (en), a joué en tant que pilier pour l'Écosse et les Lions britanniques et irlandais.
Fin Smith devient le plus jeune à jouer en tant que titulaire pour les Worcester Warriors en Premiership en mars 2021, contre Bath Rugby à l'âge de 18 ans. Cette saison-là, grâce à sa bonne forme en club, il est sélectionné par l'équipe d'Angleterre des moins de 20 ans pour le Tournoi des Six Nations de la catégorie, avec des débuts contre le pays de Galles, avant de contribuer au Grand Chelem anglais avec notamment 13 points inscrits contre l'Écosse.
Par la suite, il commence la saison 2021-2022 en prêt avec le club d'Ampthill RUFC en RFU Championship, avant de revenir rapidement avec les Warriors, l'ouvreur Owen Williams s'étant blessé. À l'issue de cette saison, il participe à la victoire des Warriors contre les London Irish en finale de la Coupe d'Angleterre (en), assurant le premier titre de leur histoire.
En juin 2022, il est sélectionné pour les Six Nations Summer Series des moins de 20 ans.
Après le placement en redressement judiciaire des Worcester Warriors, il signe directement pour les Northampton Saints en octobre 2022. En début d'année 2023, le sélectionneur de l'équipe d'Angleterre Steve Borthwick l'inclut dans sa liste de 36 joueurs pour le Tournoi des Six Nations.
Il est ensuite sélectionné pour le Tournoi des Six Nations 2024.
Début mai 2025, il est convoqué pour la tournée des Lions britanniques et irlandais en Australie. Il honore sa première sélection avec cette équipe face à l'Argentine le 20 juin suivant.  

## Palmarès

### En club
- Vainqueur de la Coupe d'Angleterre en 2022 (en) avec les Worcester Warriors.
- Vainqueur du Championnat d'Angleterre en 2024 avec les Northampton Saints.
- Finaliste de la Champions Cup en 2025 avec les Northampton Saints.

### En équipe nationale
- Vainqueur du Tournoi des Six Nations des moins de 20 ans en 2021 (Grand Chelem) avec l'équipe d'Angleterre des moins de 20 ans.

### Distinctions personnelles
- Élu Joueur du mois de janvier 2024 du Championnat d'Angleterre.
- Membre de l'équipe type du Championnat d'Angleterre en 2024.
- Élu Player's Player of the Year par la Rugby Players' Association en 2024[12].
- Meilleur réalisateur du Championnat d'Angleterre en 2024 (157 points).
- Membre de l'équipe type du Tournoi des Six Nations en 2025;